# Čím
Čím är en ort i Tjeckien.   Den ligger i regionen Mellersta Böhmen, i den centrala delen av landet, 30 km söder om huvudstaden Prag. Čím ligger 318 meter över havet och antalet invånare är 245.
Terrängen runt Čím är platt åt sydost, men åt nordväst är den kuperad. Čím ligger nere i en dal. Runt Čím är det ganska glesbefolkat, med 22 invånare per kvadratkilometer. Närmaste större samhälle är Dobříš, 15,1 km väster om Čím. I omgivningarna runt Čím växer i huvudsak blandskog.